# 야마노쇼촌
야마노쇼촌(山ノ荘村)은 이바라키현 쓰쿠바군·니하리군에 설치되었던 촌이다. 현재의 쓰치우라시에 해당한다.

## 역사
- 1889년 4월 1일 - 정촌제 시행에 의해 7촌의 구역을 가지고 니하리군 야마노쇼촌이 성립하였다.
- 1896년 3월 29일 - 야마노쇼촌의 관할권은 니하리군으로 변경되었다.
- 1955년 7월 27일 - 도리데촌, 후지사와촌과 합병해 니하리촌이 성립하여, 동일 야마노쇼촌은 폐지되었다.